# Kentjoer
Kentjoer (ook geschreven als kencur of kentjur) is de wortelstok van de plant Kaempferia galanga. Deze plant is verwant aan gember. Hoewel bitterwortel meestal gebruikt wordt als naam voor de wortel van de cichorei, wordt het soms ook gebruikt ter aanduiding van kentjoer.
Kentjoer wordt veel gebruikt in de Indonesische keuken en elders in Zuidoost-Azië. Het is verkrijgbaar als wortelstok, knolletje, gedroogd, in poedervorm en als olie.
Aangezien kentjoer een doordringende en snel overheersende smaak en geur heeft, wordt altijd aangeraden om het spaarzaam te gebruiken.